# Ryan Jack
Ryan Jack (Aberdeen, 27 febbraio 1992) è un calciatore scozzese, centrocampista o difensore dell'Esenler Erokspor e della nazionale scozzese.

## Caratteristiche tecniche
Centrocampista centrale, può giocare anche da terzino destro o da esterno destro.

## Statistiche

### Presenze e reti nei club
Statistiche aggiornate al 10 maggio 2025.
| Stagione        | Squadra          | Campionato      | Campionato | Campionato | Coppe nazionali | Coppe nazionali | Coppe nazionali | Coppe continentali | Coppe continentali | Coppe continentali | Altre coppe | Altre coppe | Altre coppe | Totale | Totale |
| Stagione        | Squadra          | Comp            | Pres       | Reti       | Comp            | Pres            | Reti            | Comp               | Pres               | Reti               | Comp        | Pres        | Reti        | Pres   | Reti   |
| --------------- | ---------------- | --------------- | ---------- | ---------- | --------------- | --------------- | --------------- | ------------------ | ------------------ | ------------------ | ----------- | ----------- | ----------- | ------ | ------ |
| 2010-2011       | Aberdeen         | SPL             | 30         | 1          | SC+CdL          | 4+3             | 0               | -                  | -                  | -                  | -           | -           | -           | 37     | 1      |
| 2011-2012       | Aberdeen         | SPL             | 31         | 3          | SC+CdL          | 4+2             | 0               | -                  | -                  | -                  | -           | -           | -           | 37     | 3      |
| 2012-2013       | Aberdeen         | SPL             | 18         | 0          | SC+CdL          | 0+1             | 0               | -                  | -                  | -                  | -           | -           | -           | 19     | 0      |
| 2013-2014       | Aberdeen         | SP              | 34         | 2          | SC+CdL          | 3+4             | 0               | -                  | -                  | -                  | -           | -           | -           | 41     | 2      |
| 2014-2015       | Aberdeen         | SP              | 32         | 3          | SC+CdL          | 1+3             | 0               | UEL                | 6                  | 0                  | -           | -           | -           | 42     | 3      |
| 2015-2016       | Aberdeen         | SP              | 28         | 0          | SC+CdL          | 0+1             | 0               | UEL                | 6                  | 0                  | -           | -           | -           | 35     | 0      |
| 2016-2017       | Aberdeen         | SP              | 26         | 2          | SC+CdL          | 4+3             | 0               | UEL                | 6                  | 0                  | -           | -           | -           | 39     | 2      |
| Totale Aberdeen | Totale Aberdeen  | Totale Aberdeen | 199        | 11         |                 | 33              | 0               |                    | 18                 | 0                  |             |             |             | 250    | 11     |
| 2017-2018       | Rangers          | SP              | 17         | 0          | SC+CdL          | 0+1             | 0               | UEL                | 2                  | 0                  | -           | -           | -           | 21     | 0      |
| 2018-2019       | Rangers          | SP              | 30         | 4          | SC+CdL          | 5+1             | 0               | UEL                | 10                 | 0                  | -           | -           | -           | 46     | 4      |
| 2019-2020       | Rangers          | SP              | 19         | 4          | SC+CdL          | 2+3             | 0               | UEL                | 15                 | 1                  | -           | -           | -           | 39     | 5      |
| 2020-2021       | Rangers          | SP              | 19         | 2          | SC+CdL          | 0               | 0               | UEL                | 5                  | 0                  | -           | -           | -           | 24     | 2      |
| 2021-2022       | Rangers          | SP              | 9          | 0          | SC+CdL          | 3+1             | 1+0             | UCL+UEL            | 9                  | 0                  | -           | -           | -           | 22     | 1      |
| 2022-2023       | Rangers          | SP              | 26         | 1          | SC+CdL          | 2+3             | 0+1             | UCL                | 5                  | 0                  | -           | -           | -           | 36     | 2      |
| 2023-2024       | Rangers          | SP              | 11         | 1          | SC+CdL          | 2+2             | 0+1             | UCL+UEL            | 4+3                | 0                  | -           | -           | -           | 22     | 2      |
| Totale Rangers  | Totale Rangers   | Totale Rangers  | 131        | 12         |                 | 25              | 3               |                    | 53                 | 1                  |             |             |             | 209    | 16     |
| 2024-2025       | Esenler Erokspor | 1L              | 26         | 1          | CT              | 1               | 0               | -                  | -                  | -                  | -           | -           | -           | 27     | 1      |
| Totale carriera | Totale carriera  | Totale carriera | 356        | 24         |                 | 59              | 3               |                    | 71                 | 1                  |             |             |             | 486    | 28     |

### Cronologia presenze e reti in nazionale
| Cronologia completa delle presenze e delle reti in nazionale ― Scozia | Cronologia completa delle presenze e delle reti in nazionale ― Scozia | Cronologia completa delle presenze e delle reti in nazionale ― Scozia | Cronologia completa delle presenze e delle reti in nazionale ― Scozia | Cronologia completa delle presenze e delle reti in nazionale ― Scozia | Cronologia completa delle presenze e delle reti in nazionale ― Scozia | Cronologia completa delle presenze e delle reti in nazionale ― Scozia | Cronologia completa delle presenze e delle reti in nazionale ― Scozia |
| Data                                                                  | Città                                                                 | In casa                                                               | Risultato                                                             | Ospiti                                                                | Competizione                                                          | Reti                                                                  | Note                                                                  |
| --------------------------------------------------------------------- | --------------------------------------------------------------------- | --------------------------------------------------------------------- | --------------------------------------------------------------------- | --------------------------------------------------------------------- | --------------------------------------------------------------------- | --------------------------------------------------------------------- | --------------------------------------------------------------------- |
| 9-11-2017                                                             | Aberdeen                                                              | Scozia                                                                | 0 – 1                                                                 | Paesi Bassi                                                           | Amichevole                                                            | -                                                                     |                                                                       |
| 7-9-2018                                                              | Glasgow                                                               | Scozia                                                                | 0 – 4                                                                 | Belgio                                                                | Amichevole                                                            | -                                                                     | 53’                                                                   |
| 16-11-2019                                                            | Nicosia                                                               | Cipro                                                                 | 1 – 2                                                                 | Scozia                                                                | Qual. Euro 2020                                                       | -                                                                     |                                                                       |
| 19-11-2019                                                            | Glasgow                                                               | Scozia                                                                | 3 – 1                                                                 | Kazakistan                                                            | Qual. Euro 2020                                                       | -                                                                     |                                                                       |
| 9-9-2020                                                              | Glasgow                                                               | Scozia                                                                | 1 – 1                                                                 | Israele                                                               | UEFA Nations League 2020-2021 - 1º turno                              | -                                                                     |                                                                       |
| 8-10-2020                                                             | Glasgow                                                               | Scozia                                                                | 0 – 0 dts (5 – 3 dtr)                                                 | Israele                                                               | Qual. Euro 2020                                                       | -                                                                     | 84’                                                                   |
| 11-10-2020                                                            | Glasgow                                                               | Scozia                                                                | 1 – 0                                                                 | Slovacchia                                                            | UEFA Nations League 2020-2021 - 1º turno                              | -                                                                     | 89’                                                                   |
| 14-10-2020                                                            | Glasgow                                                               | Scozia                                                                | 1 – 0                                                                 | Rep. Ceca                                                             | UEFA Nations League 2020-2021 - 1º turno                              | -                                                                     |                                                                       |
| 12-11-2020                                                            | Belgrado                                                              | Serbia                                                                | 1 – 1 dts (4 – 5 dtr)                                                 | Scozia                                                                | Qual. Euro 2020                                                       | -                                                                     |                                                                       |
| 18-11-2020                                                            | Netanya                                                               | Israele                                                               | 1 – 0                                                                 | Scozia                                                                | UEFA Nations League 2020-2021 - 1º turno                              | -                                                                     | 85’                                                                   |
| 24-3-2022                                                             | Glasgow                                                               | Scozia                                                                | 1 – 1                                                                 | Polonia                                                               | Amichevole                                                            | -                                                                     | 77’                                                                   |
| 29-3-2022                                                             | Vienna                                                                | Austria                                                               | 2 – 2                                                                 | Scozia                                                                | Amichevole                                                            | -                                                                     | 58’                                                                   |
| 27-9-2022                                                             | Cracovia                                                              | Ucraina                                                               | 0 – 0                                                                 | Scozia                                                                | UEFA Nations League 2022-2023 - 1º turno                              | -                                                                     | 72’                                                                   |
| 16-11-2022                                                            | Diyarbakır                                                            | Turchia                                                               | 2 – 1                                                                 | Scozia                                                                | Amichevole                                                            | -                                                                     | 67’                                                                   |
| 25-3-2023                                                             | Glasgow                                                               | Scozia                                                                | 3 – 0                                                                 | Cipro                                                                 | Qual. Euro 2024                                                       | -                                                                     | 67’                                                                   |
| 20-6-2023                                                             | Glasgow                                                               | Scozia                                                                | 2 – 0                                                                 | Georgia                                                               | Qual. Euro 2024                                                       | -                                                                     | 78’                                                                   |
| 12-9-2023                                                             | Glasgow                                                               | Scozia                                                                | 1 – 3                                                                 | Inghilterra                                                           | Amichevole                                                            | -                                                                     | 89’                                                                   |
| 19-11-2023                                                            | Glasgow                                                               | Scozia                                                                | 3 – 3                                                                 | Norvegia                                                              | Qual. Euro 2024                                                       | -                                                                     | 79’                                                                   |
| 3-6-2024                                                              | Faro                                                                  | Gibilterra                                                            | 0 – 2                                                                 | Scozia                                                                | Amichevole                                                            | -                                                                     | 73’                                                                   |
| 7-6-2024                                                              | Glasgow                                                               | Scozia                                                                | 2 – 2                                                                 | Finlandia                                                             | Amichevole                                                            | -                                                                     | 69’                                                                   |
| Totale                                                                |                                                                       | Presenze                                                              | 20                                                                    |                                                                       | Reti                                                                  | 0                                                                     |                                                                       |

## Palmarès

### Club

#### Competizioni nazionali
- Coppa di Lega scozzese: 2

Aberdeen: 2013-2014
Rangers: 2023-2024
- Campionato scozzese: 1

Rangers: 2020-2021